# Bob Dro
Robert Chester Dro, detto Bob (Berne, 12 ottobre 1918 – Indianapolis, 4 maggio 2006), è stato un cestista, giocatore di baseball e allenatore di pallacanestro statunitense, professionista nella NBL.

## Carriera
Giocò per una stagione nella NBL, disputando 15 partite con 3,1 punti di media.

## Palmarès
- Campione NCAA (1940)